# Rhodobates sinensis
Rhodobates sinensis är en fjärilsart som beskrevs av Petersen 1987. Rhodobates sinensis ingår i släktet Rhodobates och familjen äkta malar. Inga underarter finns listade.